# Carl von Arenstorff
Carl von Arenstorff, född 1625, död 10 december 1676, var en tysk militär i svensk och dansk tjänst. Bror till Friedrich von Arenstorff.

## Biografi
Carl von Arenstorff föddes i Mecklenburg och deltog som svensk officer i trettioåriga kriget, och sedermera även i kriget mot Polen. I svensk tjänst steg han i graderna till generalmajor, men 1673 gick han i dansk tjänst, där han blev generallöjtnant och 1675 general vid kavalleriet och geheimeråd.
Han ledde tillsammans med kung Kristian V de danska trupperna i slaget vid Lund 1676. Redan i inledningsskedet av slaget blev han dock sårad av en kula i armen och tvingades dra sig tillbaka. Trots amputation avled han i Köpenhamn av kallbrand. I den senare domen över hans bror framhävde Kristian V Carl von Arenstorffs förtjänster som en punkt som förmildrade hans beslut.